# Top Dog
Top Dog (bra Top Dog - Uma Dupla Animal) é um filme estadunidense de 1995, dos géneros ação e comédia, realizado por Aaron Norris.

## Sinopse
Quando terroristas ameaçam a cidade, a polícia designa uma dupla inusitada para prendê-los: um policial e um esperto cachorro.